# Christl Schweder
Christl Schweder (* 16. November 1936 in Berlin) ist eine ehemalige deutsche Politikerin. Als Abgeordnete der CSU gehörte sie von 1990 bis 2003 dem Bayerischen Landtag an. Von Juni 1993 bis September 1994 war sie im ersten Kabinett von Ministerpräsident Edmund Stoiber Staatssekretärin im Bayerischen Staatsministerium für Landesentwicklung und Umweltfragen.

## Leben
Schweder wurde in Berlin geboren, kam jedoch noch im Kindesalter nach Mittelfranken. Nach dem Abschluss der Realschule mit der mittleren Reife besuchte sie eine Sprachenschule und arbeitete im Anschluss bei einem großen Elektrokonzern als Exportkorrespondentin. Nach ihrer Heirat betrieb sie zusammen mit ihrem Ehemann ein Architekturbüro.
Ein erstes politisches Mandat übernahm sie 1974 im Stadtrat von Nürnberg, dem sie 15 Jahre lang angehörte. Zugleich diente sie von 1974 bis 1978 als Bezirksrätin des Bezirks Mittelfranken. Während dieser Zeit setzte sie sich zunehmend mit ökologischen Fragen auseinander und wurde Mitglied des Umweltausschusses im Deutschen Städtetag.
Bei der Landtagswahl am 14. Oktober 1990 zog sie als Direktkandidatin im Stimmkreis Nürnberg-Ost erstmals in den Bayerischen Landtag ein und verteidigte ihren Stimmkreis bei den Wahlen 1994 und 1998 zweimal erfolgreich. Dort gehörte sie zunächst dem Ausschuss für Landesentwicklung und Umweltfragen an, von 1994 an auch dem Ausschuss für Bundes- und Europaangelegenheiten.
Nach dem Rücktritt von Max Streibl und der Wahl von Edmund Stoiber zum bayerischen Ministerpräsidenten holte er sie am 17. Juni 1993 als Staatssekretärin im Bayerischen Staatsministerium für Landesentwicklung und Umweltfragen in sein Kabinett. Am Ende der Legislaturperiode schied sie am 27. Oktober 1994 aus ihrem Amt aus. Nachfolger wurde Herbert Huber.